# Torx
Torx és la marca d'un tipus de cap de cargol caracteritzat per una forma d'estrella de 6 puntes. Els que no coneixen aquesta marca solen referir-s'hi com «tornavís d'estrella». Va ser inventat el 1967 per Bernard Reiland de la companyia Camcar i va rebre la patent el 1971.

Perfil Torx

El nom genèric és sistema de cargolat intern hexalobular, i l'estàndard ISO 10664 en defineix les especificacions.
Gràcies al seu disseny, els cargols Torx són més resistents que els Philips o els de cap ranurat quan s'aplica un parell superior al que pot aguantar el cargol, el Philips, per exemple, està dissenyat perquè en aplicar un parell superior, el cap surti per si sol de l'entall. Els TORX, per contra, van ser dissenyats per a línies de producció on els tornavisos automàtics tenen ja en compte aquest factor i limiten el parell a aplicar de forma automàtica. A més a més, Textron afirma que la durabilitat d'aquests caps és deu vegades superior a la dels caps tradicionals.
Els cargols TORX, s'utilitzen en productes d'electrònica de consum, en  automòbils i en sistemes informàtics.

## Principi de funcionament

L'angle entre el pla de contacte entre l'eina i el fixador i la força dirigida circumferencialment és molt més proper a 90 ° en un tipus Torx de capçal (inferior) que en un cap hexagonal convencional (superior). (Exagerat amb finalitats il·lustratives)

L'angle entre el pla de contacte entre l'eina i el fixador i la força dirigida circumferencialment és molt més proper a 90° en un cargol de cap Torx (imatge inferior) que en un cap hexagonal convencional (imatge superior).
Pel disseny, els cargols de capçal Torx resisteixen millor la sortida de la lleva que els cargols de cap Phillips o de ranura. Mentre que la tendència dels conductors Phillips a sortir amb un parell excessiu s'ha indicat com una característica que impedeix danyar el cap de cargol o el conductor, caps Torx van ser dissenyats per evitar la sortida de càmeres. El desenvolupament de millors tornavisos automàtics que limiten el parell per utilitzar-los a les fàbriques va permetre aquest canvi. En lloc de confiar en que l'eina llisqui del cap del cargol quan s’assoleix el nivell de parell desitjat (cosa que comporta un dany a la punta del conductor, al cap del cargol o a la peça de treball), els dissenys de controladors de limitació del parell aconsegueixen el parell desitjat de manera constant.
El disseny Torx permet exercir un parell més elevat que un cap de sòcol hexagonal convencional de mida similar sense danyar el cap o l'eina. El diagrama representa la interacció entre els components masculí i femení d'una unitat hexagonal convencional i una unitat Torx. La claror entre els components és exagerada.
El cercle verd, que passa pels sis punts de contacte entre els dos components, representa la direcció de la força de rotació que s’exerceix en cadascun d’aquests punts. Com que el pla de contacte no és perpendicular a aquest cercle, també es genera una força radial que tendeix a "rebentar" el component femení i a "aixafar" el masculí. Si aquest component de força radial és massa gran per suportar el material, provocarà que les cantonades s’arrodoniran un o ambdós components o dividirà els costats de la part femenina. La magnitud d'aquesta força és proporcional a la cotangent de l'angle (representat en taronja) entre el cercle verd i el pla de contacte.
Per al tipus de disseny Torx, l'angle és molt més proper a 90 ° que en el cas del cap hexagonal, de manera que per a un parell determinat la força radial potencialment perjudicial és molt menor. Aquesta propietat permet que el cap del fixador sigui més petit per al mateix parell requerit, cosa que pot ser un avantatge en aplicacions on l'espai per allotjar el cap és limitat.

## Variants

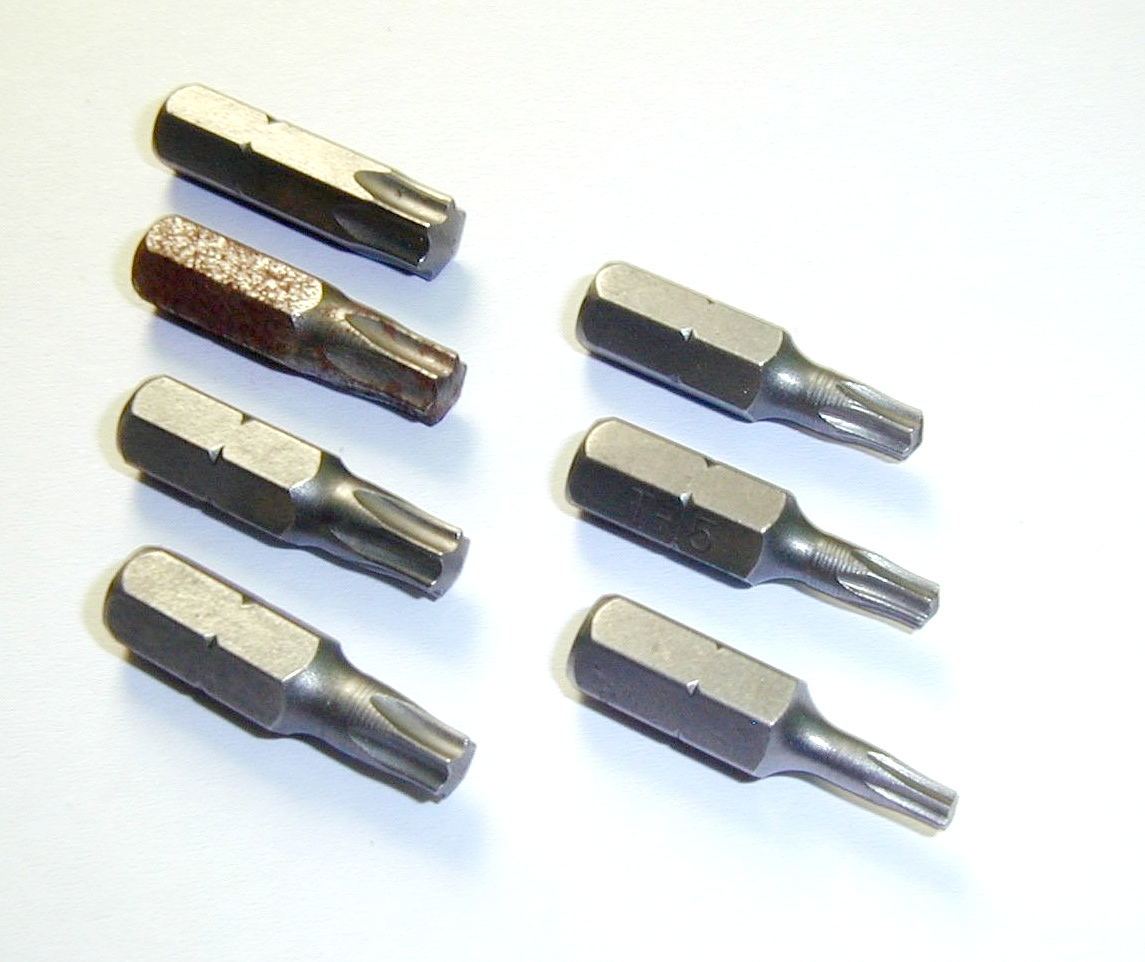
Joc de puntes TORX de diverses mides.

- Hi ha una versió Torx de seguretat (Torx TR, Tamper-Resistant). Aquests cargols tenen, al centre del buit, un petit sortint que impedeix que es pugui utilitzar un tornavís Torx clàssic, perquè impedeix que hi encaixi al cap.
- Una altra versió és la Torx externa, on el cap del cargol té la mateixa forma que el tornavís Torx, i cal un tornavís també "invertit" (sòcol Torx) per poder actuar sobre ells. per accionar-lo. El dimensionament nominal extern de Torx "E" no es correlaciona amb la mida "T" (per exemple, un sòcol E40 és massa gran per adaptar-se a un bit Torx T40, mentre que un sòcol E8 Torx s'adapta a un bit Torx T40  ).
- El Torx plus és més resistent, i permet aplicar un parell superior sobre el cargol. És una variant patentada, i per això encara no és gaire popular. Un tornavís TORX estàndard pot actuar sobre un cargol TORX PLUS, però no al revés. També tenen una versió de seguretat.
- Una variant amb la mateixa forma, TTAP, permet una major profunditat d'inserció del tornavís, impedint que aquest tingui joc una vegada inserit en el cargol. Els tornavisos TORX estàndard poden usar-se amb els TTAP, encara que no al revés, a causa de la major profunditat d'aquest últim. També compta amb versions de seguretat.
- Torx Paralobe és un sistema d’acció Torx desenvolupat amb un Flancs del 6% més llargs, que resulta en un parell aplicable un 20% més alt.

## Mides
Els Torx es nomenen anteposant la lletra T a un nombre. Quan més petit és el nombre, tant més petita és distància entre les puntes del cargol. Les mides més habituals són T10, T15 i T25, però poden ser tan grans com T100. Només la mesura exacta és l'adequada per a cada cargol, ja que utilitzar una mesura menor pot danyar tant al cap com al cargol. Es pot fer un tornavís Torx de la mesura adequada per actuar sobre els caps hexagonals, encara que no al revés.

Les mides del cap Torx es descriuen mitjançant la lletra majúscula "T" seguida d'un nombre que va des de T1 fins a T100. Per alguns fabricants i revenedors, les mides dels caps també s’abreujen mitjançant "TX" o "Tx" davant del número. Un nombre menor correspon a una dimensió punt a punt menor del cap del cargol (diàmetre del cercle circumscrit a la secció transversal de la punta del tornavís). Les mides habituals inclouen T10, T15 i T25, mentre que T35 i T47 solen tenir un ús especialitzat. Només el conductor adequat pot conduir una mida de cap específica sense risc de danyar-lo ni cargolar-lo. La mateixa sèrie de controladors Torx s’utilitza per conduir fixadors de sistemes SAE, mètrics i altres, reduint el nombre de mides de bits necessàries.

Disseny d'un cap de cargol TORX

| Mida | Distància punt a punt | Distància punt a punt | Rang màxim de parell | Rang màxim de parell | ~ E Torx |
| Mida | (en)                  | (mm)                  | (lliures · peus)     | (N · m)              | ~ E Torx |
| ---- | --------------------- | --------------------- | -------------------- | -------------------- | -------- |
| T1   | 0,035                 | 0,90                  | 0,015-0,022          | 0,02-0,03            |          |
| T2   | 0,039                 | 1,00                  | 0,052-0,066          | 0,07-0,09            |          |
| T3   | 0,047                 | 1,20                  | 0,10-0,13            | 0,14-0,18            |          |
| T4   | 0,053                 | 1,35                  | 0,16-0,21            | 0,22-0,28            |          |
| T5   | 0,059                 | 1,50                  | 0,32-0,38            | 0,43-0,51            | E2       |
| T 6  | 0,069                 | 1,75                  | 0,55-0,66            | 0,75-0,90            |          |
| T7   | 0,083                 | 2.10                  | 1.0–1.3              | 1.4-1.7              |          |
| T8   | 0,094                 | 2,40                  | 1.6-1.9              | 2.2–2.6              |          |
| T9   | 0,102                 | 2,60                  | 2.1-2.5              | 2.8-3.4              |          |
| T10  | 0,110                 | 2,80                  | 2.7-3.3              | 3,7-4,5              |          |
| T15  | 0,122                 | 3,35                  | 4.7-5.7              | 6.4-7.7              |          |
| T20  | 0,156                 | 3,95                  | 7.7-9.4              | 10,5–12,7            | E4       |
| T25  | 0,177                 | 4,50                  | 11,7-14,0            | 15,9-19              | E5       |
| T27  | 0,201                 | 5.10                  | 16,6–19,8            | 22,5-26,9            |          |
| T30  | 0,220                 | 5,60                  | 22,9-27,6            | 31.1–37.4            | E6       |
| T35  | 0,232                 | 5,90                  |                      |                      | E7       |
| T40  | 0,266                 | 6,75                  | 39,9-48,0            | 54,1-65,1            | E8       |
| T45  | 0,312                 | 7,93                  | 63,4–76,1            | 86-103,2             |          |
| T47  | Estil GM              |                       |                      |                      |          |
| T50  | 0,352                 | 8,95                  | 97-117               | 132–158              | E10      |
| T55  | 0,447                 | 11.35                 | 161–189              | 218–256              | E12      |
| T60  | 0,530                 | 13.45                 | 280-328              | 379-445              | E16      |
| T70  | 0,618                 | 15,70                 | 460-520              | 630-700              | E18      |
| T80  | 0,699                 | 17,75                 | 696-773              | 943-1.048            | E20      |
| T90  | 0,795                 | 20.20                 | 984-1.094            | 1.334-1.483          |          |
| T100 | 0,882                 | 22.40                 | 1.359-1.511          | 1.843-2.048          | E24      |

## Variant externa

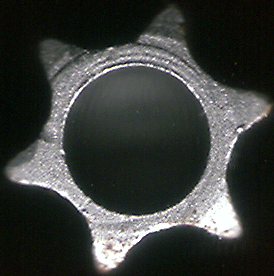
Punta TORX segura, s'aprecia la cavitat interior.

Existeix una versió Torx externa, on el cap del cargol té la mateixa forma que el tornavís Torx, i cal un tornavís també "invertit" (sòcol Torx) per poder actuar sobre ells. per accionar-lo. El dimensionament nominal extern de Torx "E" no es correlaciona amb la mida "T" (per exemple, un sòcol E40 és massa gran per adaptar-se a un bit Torx T40, mentre que un sòcol E8 Torx s'adapta a un bit Torx T40  ).

Les variants "externes" de les mides del cap Torx (vegeu més avall) es descriuen mitjançant la lletra majúscula "E" seguida d'un nombre que va des d'E4 fins a E44. Els números "E" són diferents dels números "T" de la mateixa mida: per exemple, un endoll Torx E4 s'adapta a un capçal T20. 

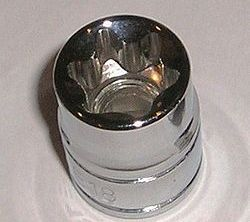
External Torx driver

| Mida | Distància punt a punt | Distància punt a punt | Selecció de subjecció estàndard | Selecció de subjecció estàndard |
| Mida | (en)                  | (mm)                  | SAE                             | Mètrica                         |
| ---- | --------------------- | --------------------- | ------------------------------- | ------------------------------- |
| E4   | 0,15                  | 3,8                   | # 6                             | M3                              |
| E5   | 0,19                  | 4.7                   | # 8                             | M4                              |
| E6   | 0,22                  | 5.6                   | # 10                            | M5                              |
| E7   | 0,24                  | 6.1                   |                                 |                                 |
| E8   | 0,29                  | 7.4                   | 1/4 "                           | M6 i M7                         |
| E10  | 0,37                  | 9.3                   | 16/05 "                         | M8                              |
| E12  | 0,44                  | 11.1                  | 3/8 "                           | M10 i M11                       |
| E14  | 0,50                  | 12,8                  | 16/07 "                         | M12                             |
| E16  | 0,58                  | 14.7                  | 1/2 "                           |                                 |
| E18  | 0,65                  | 16.6                  | 16/9 "                          | M14                             |
| E20  | 0,72                  | 18.4                  | 5/8 "                           | M16                             |
| E24  | 0,87                  | 22.1                  | 3/4 "                           | M18 i M20                       |
| E28  |                       |                       | 8/7 "                           | M22                             |
| E32  |                       |                       | 1 "                             | M24 i M27                       |
| E36  |                       |                       | 1-1 / 8 "                       | M30                             |
| E40  |                       |                       | 1-1 / 4 "                       | M33                             |
| E44  |                       |                       | 1-3 / 8 "                       | M36                             |

## Variants competitives

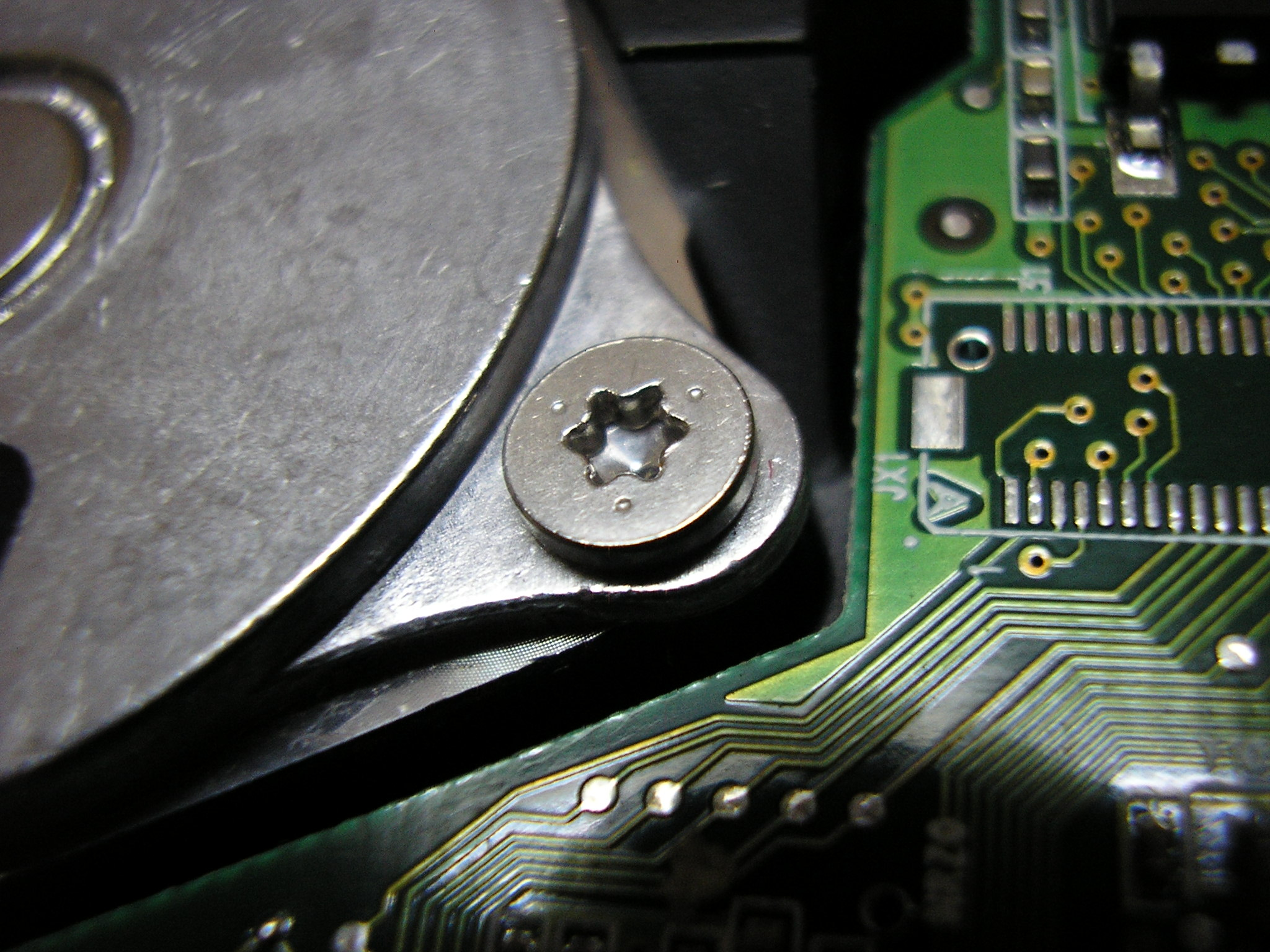
Torx T8 emprat en un Disc dur

- Un successor de Torx, Torx Plus, es va introduir cap al 1990 quan expirava la patent Torx original. Els lòbuls són més quadrats per permetre un parell superior i minimitzar el desgast. El nom es redueix a IP (Internal Plus) amb mides que van des de l’1IP fins al 100IP (de vegades llistades com a IP1 a IP100  ) i EP (External Plus) amb mides que van des de l’1EP fins al 42EP, així com amb mides més petites que varien de H7EP a H2EP i inclou variants de cinc lòbuls resistents a la manipulació. Les especificacions d’aquestes llicències són propietat de Textron. Els controladors Torx estàndard es poden utilitzar per accionar cargols Torx Plus, però no a parell complet a causa de l’ajust fluix. Els controladors Torx Plus no cabran en cargols Torx estàndard.
  - Existeix una versió de Torx Plus resistent a la manipulació que té cinc lòbuls en lloc de sis, a més d’un pal sòlid al centre, i s’utilitza per seguretat ja que els conductors són poc freqüents. Tot i que Acument (abans Textron) no enumera cap designació, es pot veure TS o IPR  . El cargol pot ser alternativament un Pentalobe .
  - Torx Plus Maxx Stems és una variant altament especialitzada que s’utilitza als extrems de la subjecció oposada al cap de cargol i proporciona un parell de torsió més elevat del que permeten altres sistemes de transmissió. Torxstem és un perni amb la unitat Torx Plus Maxx als dos extrems.

- Una versió millorada de Torx anomenada Torx ttap es va desenvolupar el 2005, que inclou un segon recés per crear un compromís " ajustable " (anomenat Frixion Fit), dissenyat per minimitzar els oscil·lacions (anomenat Stable Drive) sense prémer i la necessitat per als bits magnètics, una característica que pot ser important per a determinats usuaris industrials. Els controladors Torx estàndard es poden utilitzar per accionar cargols Torx ttap, però els controladors Torx ttap no s'adapten als cargols Torx estàndard.
- L’AudiTorx és un element de fixació a prova de manipulacions on un capçal de subjecció còncau i suau es completa amb una unitat Torx separable que s’apaga quan s’aconsegueix el parell d’enginyeria deixant un cap de pern semblant a un rebló que no es pot treure fàcilment. La principal aplicació d’aquests elements de fixació es troba a la indústria ferroviària.

- La unitat AW és un cap de cargol de tipus hexalobular similar a Torx, amb un perfil cònic per facilitar el centratge, desenvolupat pel grup Würth a Alemanya. Està disponible en cinc mides: AW 10, AW 20, AW 25, AW 30 i AW 40.

## Galeria

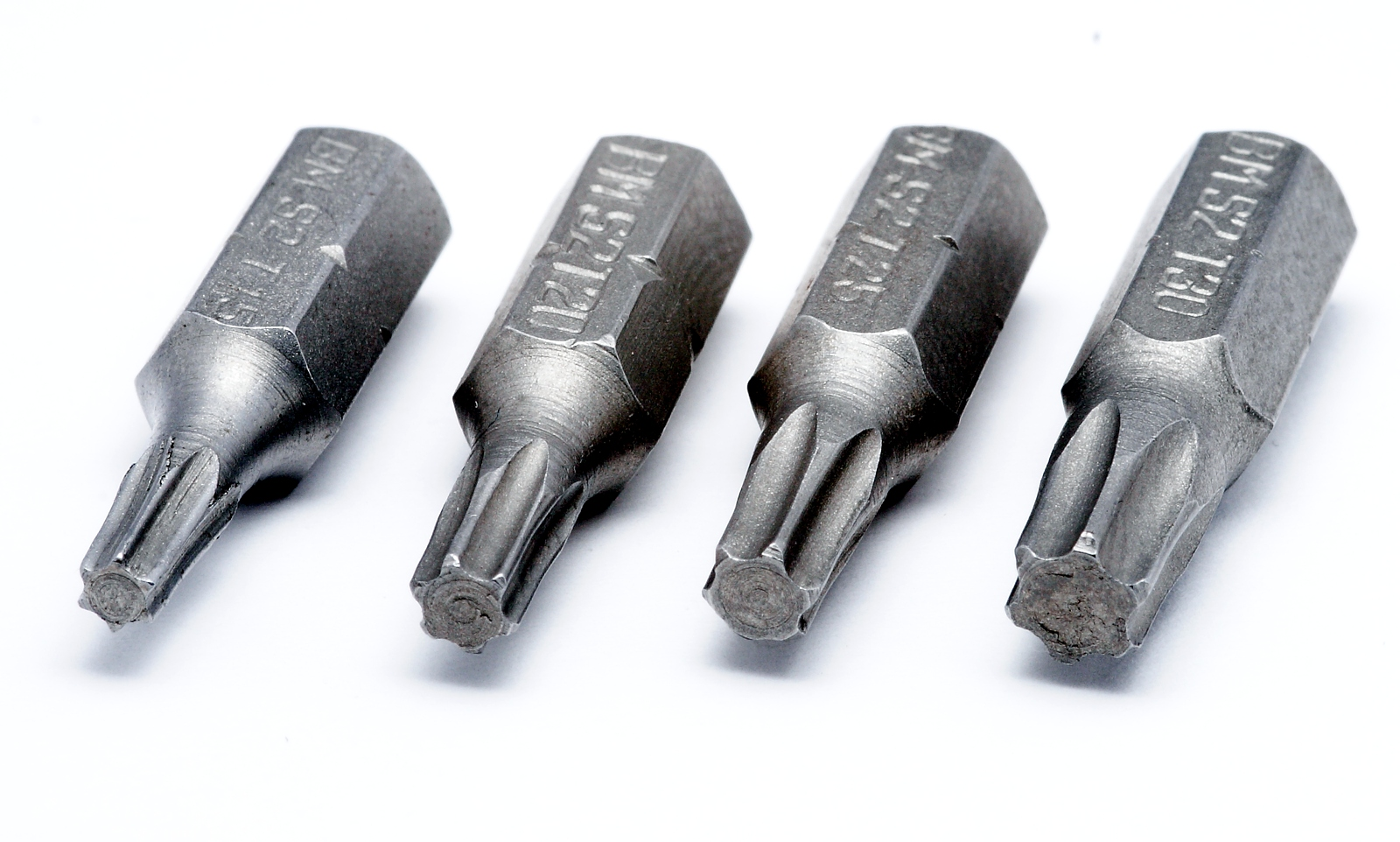
Puntes Torx T15, T20, T25, and T30
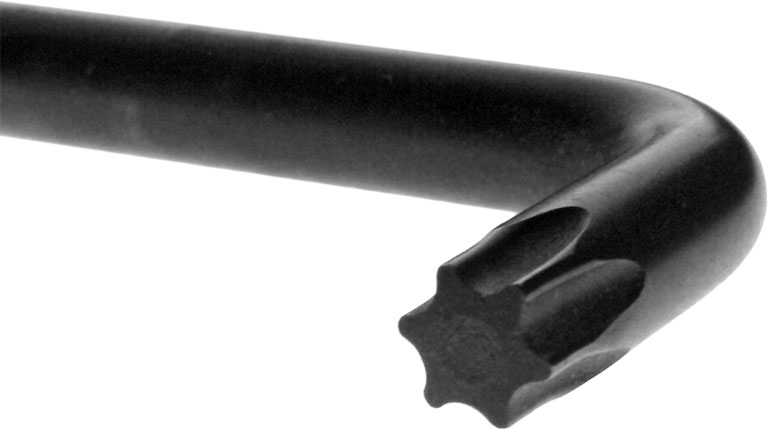
Clau Torx
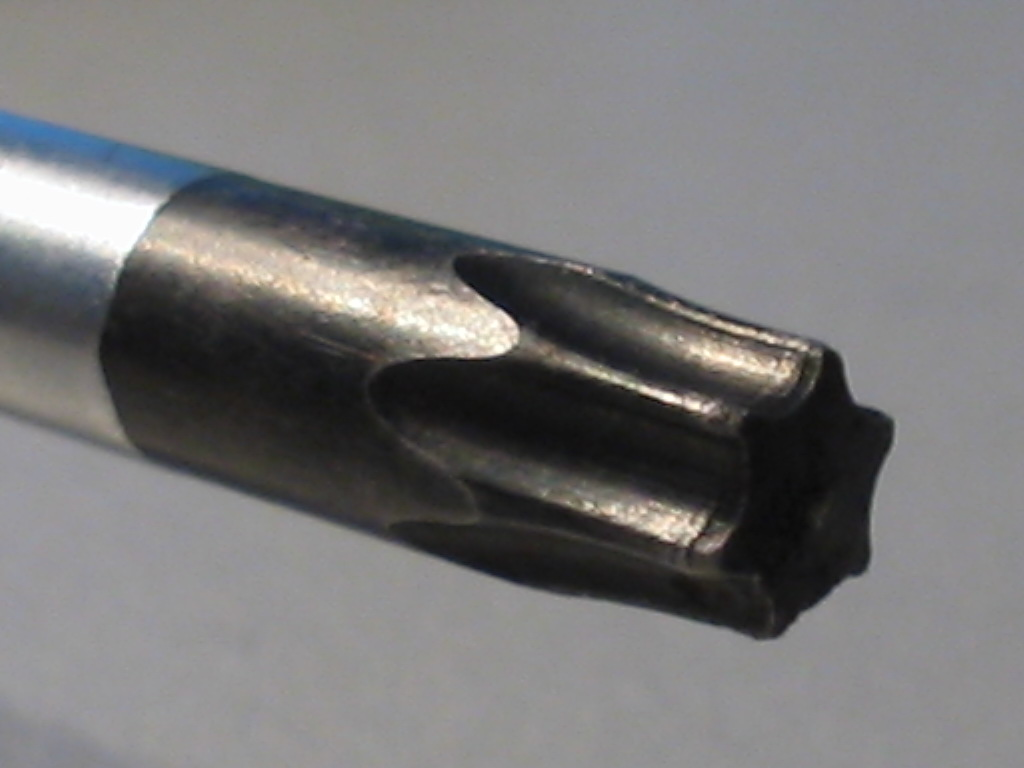
Tornavís Torx
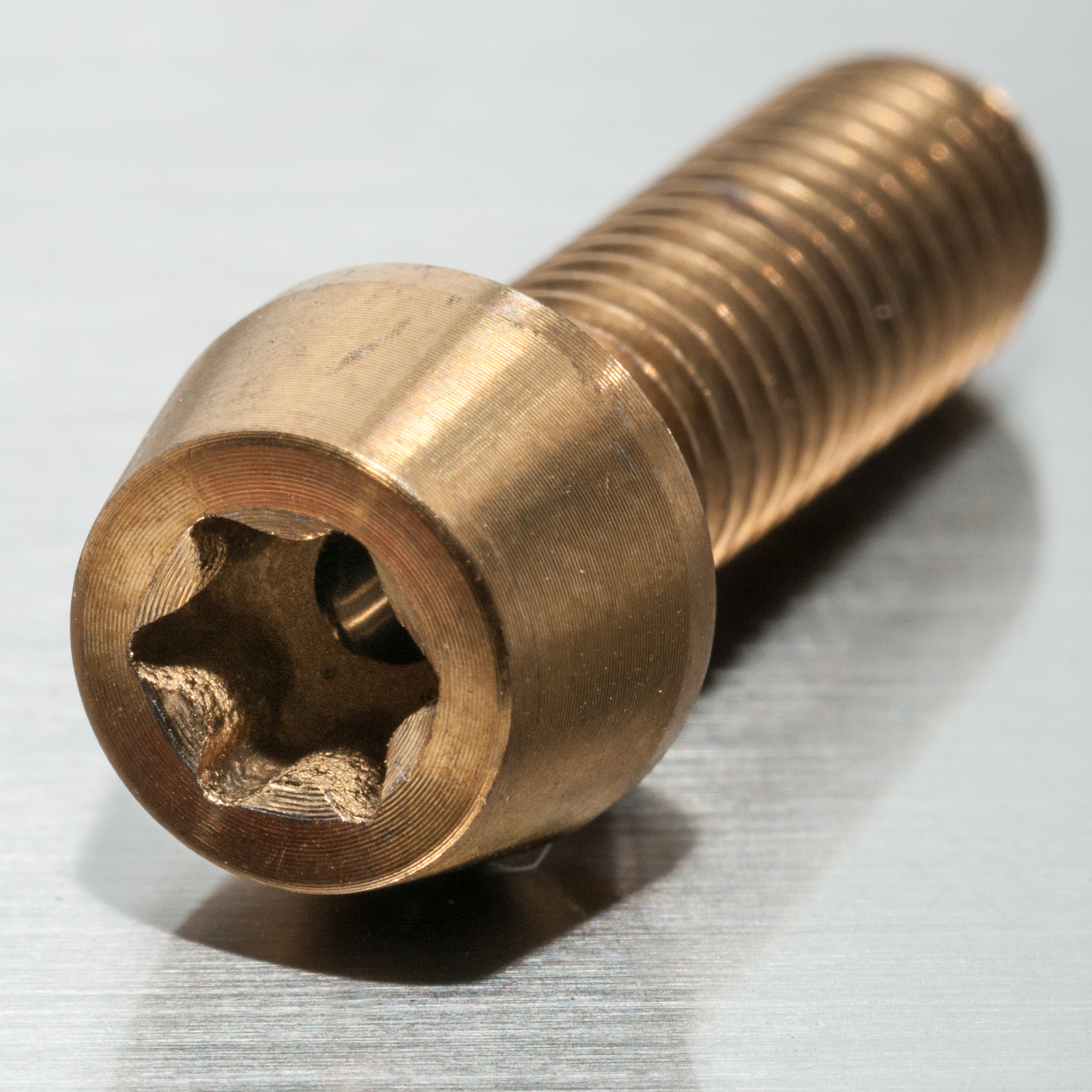
Cargol Torx T30